# Wera Sæther
Wera Sæther (n. Gotemburgo, 19 de mayo de 1945) es una escritora, traductora y académica noruega nacida en Suecia que ha incursionado en varios géneros, entre ellos la literatura infantil, la novela, ensayo y poesía. Una de sus primeras publicaciones fue su poemario Barnet og brødet en 1973. En 1994 recibió el Premio Dobloug de la Academia Sueca.

## Obras
- Barnet og brødet: poesía (1973)
- Mellom stumheten og ordet: documental (1974)
- Kvinnen, kroppen og angsten: libro de textos (1974)
- Der lidelse blir samfunn: prosa (1975)
- Ronald D. Laing: Knuter: traducción/reescritura (1975)
- Barnet, døden og dansen: prosa (1978)
- Lovet være du, søster Brød: documental (1979)
- Pierre Jean Jouve: Gå til sin sol og dø: traducción/reescritura (1979)
- Vei: novela (1980)
- Gertrud von le Fort: Hymner til Kirken: traducción/reescritura (1981)
- Pierre Emmanuel: La ilden være vårt språk: traducción/reescritura (1982)
- Hvit sol: documental (1983)
- Comiso, en klage: poesía (1984)
- Sol over gode og onde: prosa (1985)
- Anne Sexton: Kjærligheten denne røde sykdom: traducción/reescritura (1985)
- Afrika, Ordfrika og andre hemmeligheter: literatura infantil (1986)
- Kjærlighetssang: poesía (1986)
- Vi overlever ikke alt: documental (1987)
- Fravær nærvær: poesía (1987)
- I samme land: poesía (1988)
- Rommet med det rare i: documental (1988)
- Berøring forbudt: documental (1988)
- Jeg tar asken og går: poesía (1989)
- Ana Blandiana: Kanskje noen drømmer meg: traducción/reescritura (1990)
- I lys av døden: documental (1992)
- Edmond Jabès: Spørsmålenes bok: ? (1992)
- I Naomis hus: documental (1993)
- Kan kamelene synge?: documental (1994)
- A for ansikt: novela (1994)
- Rwandas øyne: documental (1994)
- Gudinnen med det skinnende sverdet: literatura infantil (1995)
- Ruts bok 1989: novela (1995)
- Maisbarnebarna: documental (1996)
- Det uhørte Guatemala: libro de textos (1997)
- Om mitt hode var vann: novela (1997)
- Denne krukken er knust: novela (1998)
- Støvets sønn: novela (1998)
- Adresse i vinden. Indiske reiser: ensayos (1999)
- Brent barn: novela (2000)
- Saras reise: literatura infantil (2001)
- Rose Ausländer: Grønne mor Bukovina: traducción/reescritura (2001)
- Inn i India: documental (2002)
- En annen dato et annet sted: ensayo (2002)
- Umas øyne: literatura infantil (2004)
- Gertrud Kolmar: Verdener: traducción/reescritura (2004)
- Bengalske sanger: traducción/reescritura (2005)
- MammaRitaHuset: literatura infantil (2006)
- En annens navn i munnen: novela (2009)
- Rett Øst: poesía (2009)
- Mannen og datteren: poesía (2010)
- Ukjent fugl: poesía (2012)